# Тотэ
Тотэ (тодэ, то-тэ, яп. 唐手) — общее название боевых искусств, практиковавшихся на Окинаве и имевших китайское происхождение.
Дословно означает «танская рука» или «рука (династии) Тан». Классический Китай у японцев, в том числе и у жителей Окинавы, ассоциировался именно с эпохой китайской династии Тан. Соответственно и понятие «тотэ» означало «китайская рука» («китайский стиль»). Именно это значение содержит в себе японское прочтение иероглифов, передававших название «тотэ» — карате.
Тотэ имеет корни в различных стилях ушу, происходивших в основном из китайских провинций Фуцзянь (особенно из уезда Пунянь) и Хунань; после завоевания Китая маньчжурами на Окинаву вместе с китайскими переселенцами стали проникать и северные стили ушу.
Значительно позже, в соответствии с политической конъюнктурой того времени и для отражения факта, что в результате развития окинавских стилей накапливается все больше различий между окинавскими стилями и стилями ушу, появился термин окинава-тэ.
Тотэ условно можно разделить на два направления — Сёрэй-рю (Наха-тэ) и группу Сёрин-рю (включающую в себя Сюри-тэ и Томари-тэ).